# 延楽
延楽（えんらく）は、富山県黒部市宇奈月温泉にある旅館。

## 概要
1937年12月創業の旅館で、皇室関係者や中川一政（洋画家）ら文人墨客が数多く宿泊した。黒部峡谷を間近に望む景観や富山湾の海の幸を使った旬の料理で人気の旅館で、総客室数は60室となっている。館内には多くの美術品が展示されている。
1958年3月より整備増改築工事を清水建設の設計、施工で行い、同年8月12日に落成。1960年1月には富山県内で初めて政府登録国際観光ホテルに指定され、1964年12月に鉄骨鉄筋コンクリート地上2階地下7階建ての新館が旧館の裏側に完成した。
1999年には、露天風呂が新設された。
2021年7月、露天風呂付の客室をそれまでの4室から、新館「対峰閣」の6 - 8階客室6室を露天風呂付に改装することで10室に増やし、リニューアルオープンした。
温泉はかけ流しで、一部の温泉は加水している。

## 著名な来館者
- 崇仁親王妃百合子 - 黒部峡谷に代表される観光地を視察した後に当旅館に宿泊されることが多かった[8]。